# Hipponix mogul
Hipponix mogul is een slakkensoort uit de familie van de Hipponicidae. De wetenschappelijke naam van de soort is voor het eerst geldig gepubliceerd in 2006 door Chino.